# 李祖白 (天文学家)
李祖白（—1665年），中国明朝末年至清朝初年天文学家、天主教徒。

## 生平
早年即受教于西方传教士汤若望，供职于钦天监。明朝天启六年（1626年），李祖白协助汤若望写出《远镜说》一书，将伽利略发明的现代望远镜制作方法介绍入中国。
清朝顺治年间，李祖白与利类思合著《天学传概》，在文中提出中国文化西来说，招致杨光先等人的激烈反对。康熙三年，杨光先上書指責湯若望，造成康熙曆獄。康熙四年，时任钦天监历科主事的李祖白因此案被判处凌迟处死，后在孝庄皇太后的斡旋下减刑为绞刑，与儿子李实等五人一同被处死。
康熙帝親政後，於康熙八年對此案進行平反，照原官恩恤。